# José Gamir y Maladen
José Gamir y Maladen, també sovint Maladén o Maladeñ (Puerto Rico, 23 d'agost de 1835 - San Juan de Puerto Rico, 17 de gener de 1896) fou un militar espanyol, governador de Puerto Rico i Capità general de les Illes Balears.
Pertanyia a una família de militars. Era fill del tinent coronel Joaquín Gamir Mata (1789) i de la catalana Ana Maladeny i González de Alvaredo. Els seus germans, Sabino i Eduardo, també seguiren la carrera militar. Fou ascendit a subtinent en 1853 i a tinent d'Estat Major en 1859. Va participar en la guerra d'Àfrica, gràcies a la qual fou condecorat i ascendí a capità després de la batalla de Wad Ras. En 1866 participà en la supressió de la revolta de Villarejo de Salvanés i fou ascendit a comandant. Fou ascendit a tinent coronel en 1868 i a coronel en 1872, tot participant en les principals campanyes de la tercera guerra carlina.
De 1877 a 1881 fou segon caporal de la Capitania general de Puerto Rico, de manera que de forma interina va ser governador de Puerto Rico en 1878. De 1882 a 1885 va ser ajudant de Camp de Sa Majestat el Rei, i després governador militar de Màlaga. En 1886 fou ascendit a general de divisió i nomenat governador militar del Camp de Gibraltar. En febrer de 1892 fou ascendit a tinent general i nomenat Capità general de les Illes Balears i després nomenat Capità General del País Basc. En maig de 1895 fou nomenat novament governador de Puerto Rico. Va morir en el càrrec en gener de 1896.